# Fum de tabac
El fum de tabac que es troba en l'ambient (també conegut com a fum passiu o fum de segona mà) és una combinació del fum secundari o lateral (el fum que es produeix quan s'encén la punta d'un cigarret o d'un altre producte de tabac) i del fum exhala't pel fumador o fumadora que es dispersa pel medi ambient.
Les principals situacions en les quals una persona pot estar exposada al fum de tabac en l'ambient són els llocs de treball, els espais públics com ara bars, restaurants, llocs de lleure i els habitatges. Els llocs de treball i les cases són fonts especialment importants d'exposició, ja que la gent hi passa molt de temps. La casa és una font particularment important d'exposició per als lactants i els nens petits. Els nens i els adults que no fumen també poden estar exposats al fum de tabac en l'ambient als vehicles, on els nivells d'exposició poden ser elevats. Els nivells d'exposició també poden ser alts en espais públics tancats on es permet fumar, com restaurants, bars i casinos, on l'exposició pot ser substancial tant per les persones que hi treballen com per la clientela. Als Estats Units, la major part del fum de tabac en l'ambient prové dels cigarrets, seguit de les pipes, els purs i altres productes de tabac que es fumen.

## Mètodes de mesura del fum a l'ambient
L'exposició a fum de tabac en l'ambient pot mesurar-se en avaluar la concentració a l'aire de partícules en suspensió de determinats productes químics com la nicotina o altres elements nocius o possiblement nocius de fum de tabac.
L'exposició a fum de tabac en l'ambient pot també ser avaluada mesurar la concentració de marcadors biològics com la cotinina (un subproducte del metabolisme) en la sang, saliva o orina d'un fumador passiu. La nicotina, la cotinina, i altres productes químics presents en el fum de l'ambient s'han trobat en els líquids corporals de persones que no fumen exposades a fum de tabac en l'ambient.

## Substàncies nocives presents al fum de tabac
Moltes de les substàncies que es troben en el fum provinent de la combustió de tabac acaben en suspensió, incloent-ne algunes de cancerígenes.
Aquestes són:
- benzè
- Nitrosamines específiques del tabac
- Benzo [α] pirè
- 1,3-butadiè (gas perillós)
- Cadmi (metall tòxic)
- formaldehid
- acetaldehid

Molts factors afecten quines substàncies químiques es troben en el fum de tabac en l'ambient i la quantitat d'elles. Aquests factors són el tipus de tabac usat en la fabricació d'un producte determinat, els productes afegits al tabac (incloent els sabors com el mentol), la forma com es fuma el producte de tabac, i-per cigarrets, purs, puritos- el material usat per embolicar el tabac.

## Malalties cancerígenes causades pel fum del tabac
L'Organisme de Protecció Ambiental d'EE.UU., El Programa Nacional de Toxicologia d'EE.UU., El director general de Sanitat dels EE.UU. i l'Oficina Internacional per a la Investigació de Càncer han classificat al fum de tabac en l'ambient com a cancerigen humà conegut (substància que causa càncer). A més, l'Institut Nacional de Salut i Seguretat Ocupacional (NIOSH) ha conclòs que el fum de tabac en l'ambient és un carcinogen ocupacional.
El director general de Sanitat calcula que, durant el període de 2005 a 2009, l'exposició a fum de tabac en l'ambient va causar més de 7300 morts per càncer de pulmó en adults no fumadors cada any.
Algunes investigacions suggereixen també que el fum de tabac en l'ambient pot incrementar el risc de càncer de mama, el càncer de cavitat del si nasal i el càncer de nasofaringe en adults i el risc de leucèmia, de limfoma i de tumors cerebrals en nens. Cal investigar encara més per determinar si hi ha una connexió entre l'exposició a fum de segona mà i aquests càncers.

## Altres efectes de l'exposició a fum de tabac
El fum de tabac en l'ambient està associat amb malalties i amb mort prematura en adults que no fumen i en nens. L'exposició a fum de tabac en l'ambient irrita les vies respiratòries i té efectes nocius immediats en el cor i en els vasos sanguinis d'una persona. Augmenta el risc de malalties cardíaques en 25 a 30%. Als Estats Units, el fum de tabac en l'ambient es calcula que causa gairebé 34.000 morts per malalties cardíaques cada any.